# 帰還不能点
帰還不能点（きかんふのうてん、英: point of no return）とは、離陸後の飛行機が空港へ戻れるだけの燃料がなくなる限界点である。また、航空以外の分野でも、後戻りできないという意味で使用されることもある。

## 航空
- これはpoint of no returnという航空英語の日本語訳であり、搭載燃料・風向き・今までの飛行距離から割り出される、ここから先へ行くと出発地に引き返せないという地点である。この地点を過ぎてしまった後、目的地に到着できない場合はダイバートを含む緊急着陸か、もしくは墜落しかない。
- 離陸時に、離陸決定速度 (V1:take-off decision speed) を過ぎた場合、いかなるトラブルが発生しようと離陸するしかない場合において使用される。（一般に、回帰不能点とは言わない。）

## その他
- もはや後戻りできないという意味で使用される[1][2]。
- 劇団チョコレートケーキの演目のうちの一つ。[1]
- 回帰不能点は英語で「the point of no return」であり、映画「オペラ座の怪人」の中の歌の題名の一つである。[3]